# Třída Kakap
Třída Kakap je třída hlídkových člunů indonéského námořnictva. Jedná se o variantu PB 57 Mk I německé loděnice Lürssen. Celkem byly postaveny čtyři jednotky této třídy. Hlídková loď Barakuda zároveň slouží jako prezidentská jachta.

## Stavba
Celkem byly německou loděnicí Lürssen ve Vegesacku vyrobeny čtyři jednotky této třídy, které byly zčásti sestaveny indonéskou loděnici PT. PAL Indonesia ve městě Surabaja. Do služby byly přijaty v letech 1988-1989.
Jednotky třídy Kakap:
| Jméno          | Spuštěna | Vstup do služby | Status  |
| -------------- | -------- | --------------- | ------- |
| Kakap (811)    |          | 29. září 1988   | aktivní |
| Kerapu (812)   |          | 5. dubna 1989   | aktivní |
| Tongkol (813)  |          | 26. února 1989  | aktivní |
| Barakuda (814) |          | 5. dubna 1989   | aktivní |

## Konstrukce

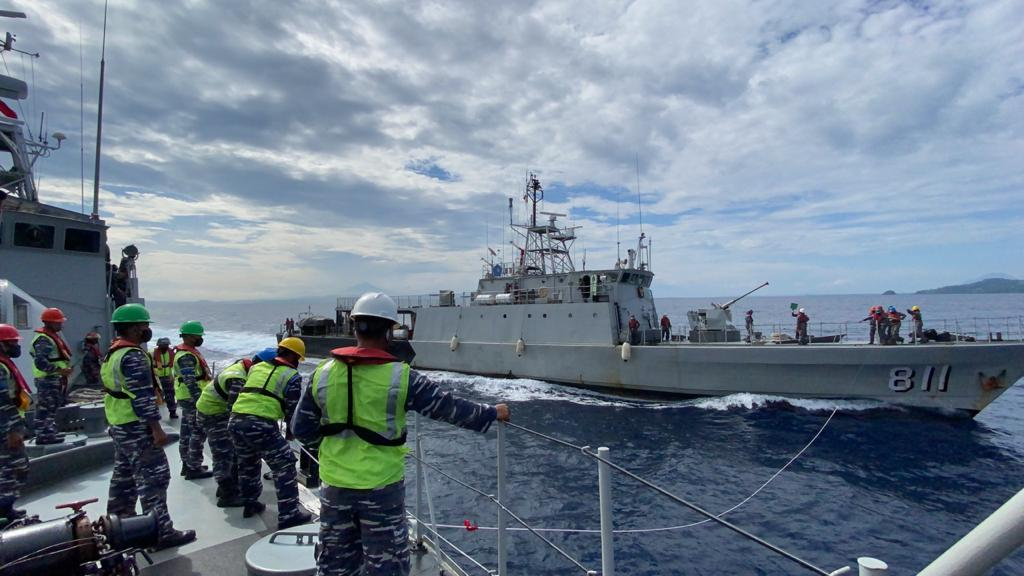
Kakap (811)

Plavidla nesou navigační radar Decca 2495 a vyhledávací radar DR-2000S. Výzbroj se skládá z jednoho 40mm kanónu Bofors a jednoho 7,62mm kulometu. Na zádi nesou přistávací plochu pro vrtulník MBB Bo 105. Pohonný systém tvoří dva diesely MTU 16V956 TB92 o celkovém výkonu 8260 BHP, pohánějící dva lodní šrouby. Nejvyšší rychlost dosahuje 30,5 uzlu. Dosah je 6100 námořních mil při rychlosti 15 uzlů.